# كوركي كورنيليوس
كوركي كورنيليوس (بالإنجليزية: Corky Cornelius)‏ هو بواق أمريكي، ولد في 3 ديسمبر 1914، وتوفي في 3 أغسطس 1943.

## وصلات خارجية
- كوركي كورنيليوس على موقع ميوزك برينز (الإنجليزية)
- كوركي كورنيليوس على موقع أول ميوزيك (الإنجليزية)
- كوركي كورنيليوس على موقع ديسكوغز (الإنجليزية)